# ユージン・オーマンディ

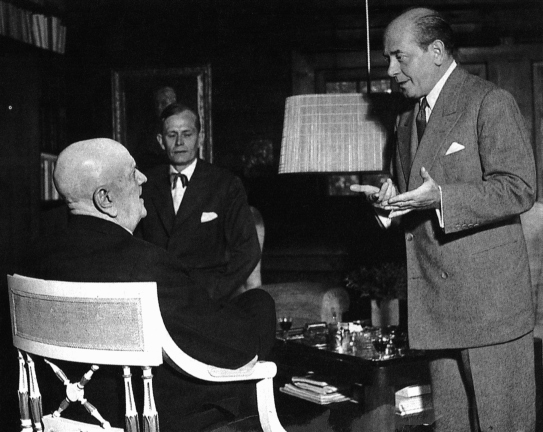
シベリウス（左）と会話するオーマンディ（右）（1951年）

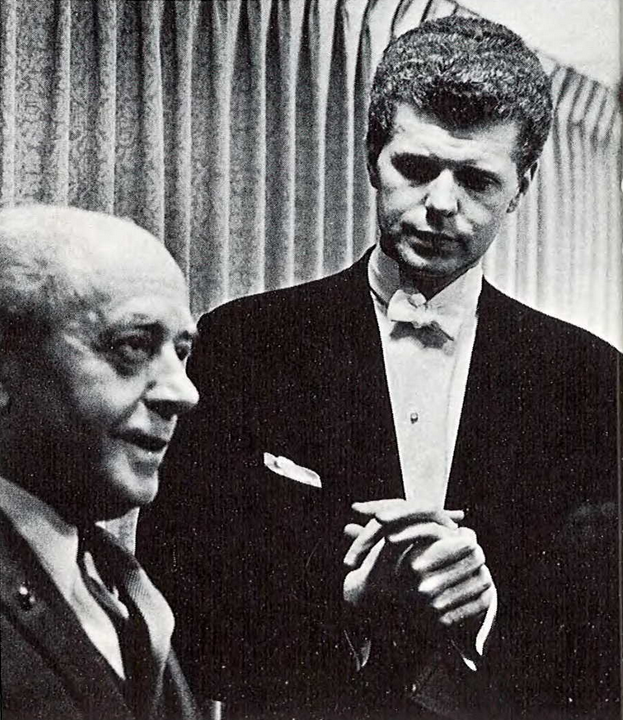
ヴァン・クライバーンと（1967）

ユージン・オーマンディ（オルマーンディ・イェネー）（英: Eugene Ormandy（洪: Ormándy Jenő）, 1899年11月18日 - 1985年3月12日）は、ハンガリー出身のユダヤ系アメリカ人指揮者。本名 ブラウ・イェネー（洪: Blau Jenő）。

## 人物・来歴
ブダペストにユダヤ人の血を引く家庭に生まれる。幼年時代からヴァイオリンの才能を現す。1905年にブダペスト王立音楽院に入学。1908年から名ヴァイオリニスト・イェネー・フバイ（フーバイとも。名奏者ヨーゼフ・ヨアヒムの弟子）に師事、17年にヴァイオリン教授の資格を得て音楽院卒業後、ヴァイオリニストとして本格的な演奏活動を開始。19年には師の後任として王立音楽院ヴァイオリン科主任教授に就任する。しかし21年、アメリカ演奏旅行の際、一説ではマネージャーに騙されたとも言われ、無一文で見知らぬ土地に放り出される苦難に見舞われる。
糧を得るために1921年、ニューヨーク・キャピトル劇場オーケストラのヴァイオリン奏者となるが、腕を買われて同年中にコンサートマスターに就任。1923年から数年間にわたりヴァイオリニストとして幾らかの独奏録音を行なっている。
1924年9月、指揮者が急病で倒れてしまい、代役としてキャピトル劇場オーケストラを指揮することになって指揮者デビュー。以後、指揮者に転向し、26年にキャピトル劇場準指揮者。27年にはアメリカ国籍を取得。また同年からキャピトル劇場を離れてCBSラジオの放送コンサート指揮者になる。
1931年、病気のトスカニーニの代役として、フィラデルフィア管弦楽団定期公演を指揮。この代演を成功させて評判を高め、同年、ミネアポリス交響楽団（現・ミネソタ管弦楽団）の常任指揮者に就任。36年、レオポルド・ストコフスキーと共にフィラデルフィア管弦楽団の共同指揮者となる。
1938年、ストコフスキーの辞任により後任としてフィラデルフィア管弦楽団音楽監督に就任。無一文で放り出されたアメリカで有名指揮者になる、というアメリカンドリームをつかむことになった。以後、音楽監督として1980年に勇退するまで42年の長期にわたって在任。後任選定は自ら関わり、リッカルド・ムーティを指名した。フィラデルフィア管を率いて、ヨーロッパ、ソヴィエト、中国、オーストラリアなどに演奏旅行を行なっており、来日公演も4度（1967年、1972年、1978年、1981年）行った。
フィラデルフィア管弦楽団音楽監督を退任したオーマンディは、同楽団から桂冠指揮者の称号を贈られ、引き続き同楽団を指揮して演奏会・録音を行なっていた。また、自らの後任であるムーティの才能に惚れこみ、フィラデルフィア管弦楽団の録音専用ホールの建設に私財を投じた。しかし1985年3月に肺炎のため死去。85歳没。84年1月のフィラデルフィア管との演奏会が生涯最後の演奏会となった。
オーマンディの指揮するフィラデルフィア管弦楽団の、弦を中心に磨きぬかれたその音色は、「フィラデルフィア・サウンド」、「オーマンディ・トーン」として名を馳せ、とくに後期ロマン派音楽の演奏に大いなる力を発揮した（オーマンディ自身は「フィラデルフィア・サウンド」と呼ばれることに不快感を示し、「オーマンディ・トーン」と呼んでくれるように求めていた）。
渡米以後の使用言語は英語であったが、ほぼ成人までハプスブルク帝国で育ったこともあり、晩年までネイティブなドイツ語も話せた。ドイツのテレビ局のインタビューに応じた映像が現在もDVD（『惑星』『海』）の付録で流布しており、その流暢な発音を確認することができる。

## レパートリー・録音
コレッリ、バッハ（オルガン作品を自ら管弦楽版に編曲して演奏もしている）から現代まで幅広いレパートリーを持ち、同時代の作曲家の紹介にも熱心で、ラフマニノフ、バルトーク、シェーンベルク、バーバー、ブリテン、ショスタコーヴィチ、メノッティ、ヴェーベルン、ペンデレツキなどの作品の世界初演・アメリカ初演を行なっている。1978年の来日公演では5種類のプログラムを用意してツアーを展開、幅のあるレパートリーを披露している。
録音に積極的な指揮者であり、ミネアポリス時代の1930年代前半から1982年まで膨大な量の録音を行なった。フィラデルフィア管で音楽監督に就任後RCAに本格的な録音を開始、44年コロムビア・レコードに移籍。68年にRCAに復帰。晩年にはEMIやテラーク、デロスにも録音を残している。
ヴァイオリニスト時代も含めると、アコースティック録音、電気録音、ステレオ録音、ディジタル録音を残したという点で、極めて稀な演奏家といえる。オーマンディは若き日にCBSラジオで放送指揮者を務めたが、その時に時間感覚を体得、その感覚が後の録音の際に大いに役立ったという。
68年のRCA復帰については、それまで契約していたコロムビアにニューヨーク・フィルハーモニック音楽監督のレナード・バーンスタインが迎えられた時、バーンスタインの録音に関しては彼自身に曲目の選択権を与えるという待遇であったため、その余波でオーマンディの自身の録音に関する発言権確保が危惧される状況になった（オーマンディとバーンスタインの希望曲目が仮に重なれば、オーマンディがコロムビア側から曲目変更を求められる可能性があった）。その状況の中、RCAがオーマンディにより幅広い曲目選択権を認めるという条件を提示し、オーマンディの復帰にこぎつけたといわれている。ただし、RCA復帰後の録音曲目にはコロムビア時代に録音したものも多く、この条件が十全に履行されたのかどうかは定かではない。
交響曲、管弦楽曲を積極的に録音したのはもちろんのこと、協奏曲録音でも知られ、各時代の有名奏者また若手奏者たちと多くの共演盤を残している（最後の公式録音も1982年にフィラデルフィア管を率いてヨーヨー・マと共演したショスタコーヴィチとカバレフスキーのチェロ協奏曲。それぞれ第1番）。オーマンディの巧みな伴奏ぶりは高く評価されているが、それがかえって「独自の芸術を持たない」といった評価を受ける一因ともなっているようである。
日本でのオーマンディ録音のCD化の際には彼のレパートリーの中核に偏る傾向があったが、20世紀末期～21世紀に日本のBMGファンハウス（RCAレーベル）からまとまった復刻がなされ、オーマンディのレパートリーの幅が以前より広く知られることになった。
欧州出身者（ただし指揮活動は渡米後）には珍しく歌劇の指揮にはほとんど興味を示さなかった。唯一の例外は「こうもり」で、1951年にメトロポリタン歌劇場を振ってライブ（1月）スタジオ（12月）2つの録音（ともに英語訳詞版）を残したほか、自ら編曲を施した組曲版が存在する。それとは別に序曲は何度も採り上げており、ヨハン・シュトラウスの楽曲はハプスブルク帝国に生まれ育ったオーマンディならではの得意レパートリーである。
一方、声楽を伴うオーケストラ作品では、ヴェルディの「レクイエム」(1964年、コロムビア)、ラフマニノフの合唱交響曲「鐘」、プロコフィエフのカンタータ「アレクサンドル・ネフスキー」などを指揮した。ヴェルディはオーマンディ唯一の録音であるが、ラフマニノフは1954年 (コロムビア) と1974年 (RCA) に録音しており、プロコフィエフも1945年の世界初録音盤 (コロムビア) と1974-75年盤 (RCA) の2種のスタジオ録音のほか、フィラデルフィア管弦楽団の定期演奏会でも採り上げている。
フィラデルフィアを中心に活躍したため客演先は限られたが、アメリカのメジャーオーケストラには客演し、ヨーロッパではウィーン・フィルハーモニー管弦楽団やバイエルン放送交響楽団などと共演を重ねた。特にウィーン・フィルからは「古典派の大家」として評価された。また、ロンドン交響楽団とはドヴォルザークの交響曲第9番「新世界より」を録音している。